# Tiểu vương quốc Nejd và Hasa
Tiểu vương quốc Nejd và Hasa là phiên bản đầu tiên của nhà nước Saud thứ ba từ năm 1902 đến năm 1921. Nó còn được các sử gia gọi là Tiểu vương quốc Riyadh. Đây là một chế độ quân chủ dưới quyền lãnh đạo của Nhà Saud. Nhà nước được thành lập sau khi quân đội của gia tộc này chiếm lĩnh Riyadh từ quyền kiểm soát của Tiểu vương quốc Jabal Shammar của Nhà Rashid, trong trận Riyadh. Nó là tiền thân trực tiếp của Ả Rập Xê Út hiện nay.